# Rob Webber
Pour les articles homonymes, voir Webber.

a Compétitions nationales et continentales officielles uniquement.

b Matchs officiels uniquement.
Dernière mise à jour le 12 novembre 2020.
Robert William Webber dit Rob Webber, né le 1er août 1986 à York, est un joueur anglais de rugby à XV évoluant au poste de talonneur. Il joue en équipe d'Angleterre entre 2012 et 2015.

## Biographie
Natif de York, Rob Webber effectue sa scolarité à la Pocklington School où il est champion du Yorkshire au lancer du javelot. Puis il intègre les équipes junior des Leeds Tykes et effectue deux apparitions en équipe première lors du Challenge européen 2004-2005. La saison suivante, il rejoint l'académie des London Wasps. Il ne joue qu'une seule rencontre avec l'équipe première lors du match de la Powergen Cup contre les Saracens et joue le reste de la saison avec le Blackheath RC en National division 1. Pour avoir joué un match de la Coupe anglo-galloise que le club londonien remporte contre les Llanelli Scarlets, il remporte là le premier titre de sa carrière. Au cours de l'été, il est retenu dans la sélection anglaise pour disputer le Championnat du monde des moins de 21 ans en Auvergne. La saison suivante, il dispute continue à jouer essentiellement avec Blackheath même s'il fait quelques apparitions avec l'équipe première des Wasps en Championnat d'Angleterre. C'est lors de la saison 2007-2008 qu'il devient un joueur régulier de l'équipe première, participant à la victoire du club londonien dans le Guinness Premiership. Cette même année, il dispute le London sevens avec l'équipe d'Angleterre de rugby à sept qui échoue en finale contre l'équipe des Samoa. Au cours de l'été, il est retenu dans le groupe des England Saxons qui dispute la Churchill Cup mais ne dispute aucun match.
En 2009, il devient le titulaire du club au poste de talonneur et il est de nouveau sélectionné avec les England Saxons obtenant cette fois-ci sa première sélection en janvier contre le Portugal,. À l'été, il dispute la Churchill Cup, prenant part aux trois matchs des Saxons. Lors de la saison 2009-2010, il devient le capitaine des London Wasps par intérim lors de l'absence de Tom Rees et, en mars, il signe un nouveau contrat de deux ans avec le club londonien. Au mois de juin, il est dans le groupe anglais qui part en tournée en Nouvelle-Zélande. Il dispute alors le match contre les Māori de Nouvelle-Zélande mais ce match n'est pas comptabilisé par la fédération anglaise comme une cape. Retenu par Stuart Lancaster dans le groupe de 32 joueurs pour le Tournoi des six nations, c'est le 11 février 2012 qu'il dispute son premier match international avec l'équipe d'Angleterre lors de la rencontre contre l'équipe d'Italie. Il est reconduit la semaine suivante contre le pays de Galles.
Il décide de mettre un terme à sa carrière professionnelle à l'issue de la saison 2019-2020. Il devient peu après l'entraineur des avants des Jersey Reds en deuxième division anglaise.

## Palmarès

### En club
- Vainqueur de la Coupe anglo-galloise en 2006
- Vainqueur du Championnat d'Angleterre en 2008

### En équipe nationale
Rob Webber n'a remporté aucun titre avec l'équipe d'Angleterre.
| Édition          | Rang | Résultats Angleterre | Résultats R. Webber | Matchs R. Webber |
| ---------------- | ---- | -------------------- | ------------------- | ---------------- |
| Six nations 2012 | ?    | 2 v, 0 n, 1 d        | 1 v, 0 n, 1 d       | 2/3              |

Légende : v = victoire ; n = match nul ; d = défaite ; la ligne est en gras quand il y a grand chelem.

## Statistiques

### En équipe nationale
Depuis sa première sélection en 2012, Rob Webber dispute 16 matchs avec l'équipe d'Angleterre. 